# Europa FM
Europa FM es una emisora radiofónica musical española, propiedad de Atresmedia. Sus estudios centrales están en Barcelona y cuenta con cobertura nacional a través de una cadena de emisoras en frecuencia modulada, DAB, TDT, satélite FTA, internet y aplicaciones móviles.
La mayor parte de su programación es una radiofórmula de los éxitos de hoy y las favoritas de siempre, a la que se añaden programas propios como Cuerpos especiales y ¿Me Pones? . Todos ellos dirigidos a un público entre 35 y 55 años. Actualmente es la séptima emisora de radio temática más escuchada del país con 725.000 oyentes, según la 2.ª oleada del EGM de 2025. Se puede sintonizar a través de la radio FM, TDT, internet y aplicación para dispositivos móviles.

## Historia
Europa FM comenzó sus emisiones el 15 de abril de 1996 sobre la frecuencia de Onda Mini en la Comunidad de Madrid en el 91.0 de FM, una emisora infantil y juvenil propiedad de Francisco Gayá. La programación de la nueva emisora se basaba en una selección de éxitos musicales en radiofórmula, dirigida a un público entre 18 y 55 años, a la que se sumarían unos pocos espacios de la desaparecida Onda Mini que con el tiempo fueron desapareciendo a excepción del matinal, covirtiendose en una emisora puramente musical.
En verano de 1999, Europa FM firmó un acuerdo de colaboración por 10 años con Onda Cero (propiedad de Telefónica) para convertirse en su radio musical de referencia, en reemplazo de Onda 10. Según los datos del Estudio General de Medios (EGM), la emisora contaba con algo más de 133.000 oyentes. Un año después de la firma, Onda Cero trató de recuperar para sí algunas de las frecuencias cedidas a Europa FM, por lo que la radio musical les demandó. La situación quedó solucionada con un nuevo acuerdo en 2000, por el que Europa FM mantendría su fórmula musical a cambio de emitir boletines informativos de Onda Cero.
Onda Cero se hizo con el 100% de Europa FM el 12 de febrero de 2004 y se propuso relanzarla como radiofórmula musical. Cinco meses después, el grupo contrató a Fernandisco (procedente de Los 40) como nuevo director, se cambió por completo la imagen corporativa con el eslogan «Save the Music» y se contrataron nuevos locutores. Sin embargo, los cambios no tuvieron el efecto esperado: Fernandisco fue cesado en menos de un año y Onda Cero volvió a cambiar la estrategia de programación.
Bajo la dirección de Patricio Sánchez desde septiembre de 2005, Europa FM se centró en el público joven (18 a 35 años) y se basó en dos pilares. Por un lado, la radiofórmula musical se centraría en canciones pop desde los años 1990 hasta la actualidad. Por otro lado, se incorporaron programas y locutores procedentes de Cataluña, como Ponte a prueba (basado en Prohibit als pares, de Flaix FM), con Josep Lobató, Uri Sàbat y Agnes Tejada en el equipo original; Euroclub, con Alberto Buscarons (desde 2010 con Xavi Martínez y desde 2013 con Juanma Romero). y Laura Trigo; ¿Me pones? con Alberto Buscarons (desde 2010, con Juanma Romero); Europa Baila con Quique Tejada y Levántate y Cárdenas con Javier Cárdenas, que venía desde Cadena Dial. En 2021, en medio de una enorme polémica suscitada por declaraciones y actitudes del periodista catalán que involucraban a la cadena, fue despedido Javier Cárdenas, alegando bajas audiencias de su matinal, y sustituido, en la nueva temporada posterior por los cómicos Eva Soriano e Iggy Rubín (en la actualidad Nacho García) quienes se encargan del matinal hasta la actualidad, llamado ahora "Cuerpos especiales".
Desde entonces, la audiencia de Europa FM ha crecido hasta llegar a la tercera radiofórmula española en audiencia, así como la segunda opción entre los menores de 35 años. En 2009 superó el millón de oyentes en el EGM por primera vez, y en 2013 llegó a alcanzar los 2.151.000 oyentes.

## Imagen corporativa

2004 - 2022
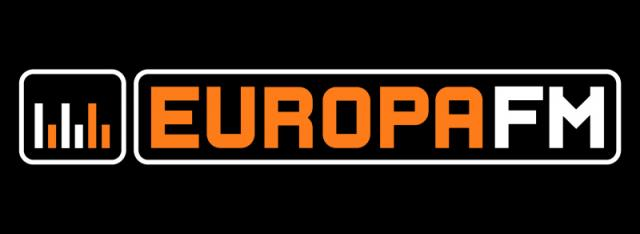
Versión sobre fondo negro
Desde 2022

## Frecuencias

### FM

#### Andalucía
- Algeciras: 96.6 FM
- Almería: 93.8 FM
- Almuñécar: 88.5 FM
- Baza: 98.1 FM
- Cádiz: 88.1 FM
- Córdoba: 91.4 FM
- Fuengirola / Costa del Sol: 105.3 FM
- Granada: 99.5 FM
- Huelva: 89.9 FM
- Linares: 98.4 FM
- Málaga: 101.6 FM
- Sevilla: 89.2 FM

#### Andorra
- Andorra la Vieja: 89.5 FM

#### Aragón
- Huesca: 100.8 FM
- Tarazona: 99.1 FM
- Teruel: 92.3 FM
- Utrillas: 101.2 FM
- Zaragoza: 100.5 FM

#### Asturias
- Oviedo: 97.0 FM

#### Canarias
- Arrecife: 106.5 FM
- Guía de Isora: 106.3 FM
- La Palma: 96.6 FM
- Los Cristianos: 104.3 FM
- Los Realejos: 94.0 FM
- Observatorio del Teide: 97.5 FM
- Santa Cruz de Tenerife: 101.6 FM

#### Cantabria
- Santander: 94.9 FM

#### Castilla-La Mancha
- Albacete: 87.7 FM
- Campo de Criptana: 97.6 FM
- Sacedón: 96.0 FM

#### Castilla y León
- Aguilar de Campoo: 92.4 FM
- Ávila: 99.6 FM
- Aranda de Duero: 95.3 FM
- Burgos: 102.9 FM
- León: 102.9 FM
- Medina del Campo: 100.1 FM
- Miranda de Ebro: 97.3 FM
- Palencia: 90.5 FM
- Ponferrada: 87.9 FM
- Salamanca: 96.2 FM
- Soria: 98.1 FM
- Valladolid: 94.4 FM
- Zamora: 105.8 FM

#### Cataluña
- Barcelona: 94.9 FM
- Cerdaña: 99.3 FM
- Gerona: 106.8 FM
- Lérida: 102.7 FM
- San Pedro de Ribas: 90.6 FM
- Tarragona: 102.7 FM
- Viella: 99.3 FM

#### Comunidad de Madrid
- Madrid: 91.0 FM
- Navalcarnero: 87.8 FM
- Valverde de Alcalá: 87.7 FM

#### Comunidad Valenciana
- Alcoy: 97.2 FM
- Alicante: 93.9 FM
- Benidorm: 93.9 FM
- Castellón de la Plana: 100.8 FM
- Denia: 90.9 y 91.3 FM
- Elche: 92.8 FM
- Gandía: 105.5 FM
- Ibi: 88.0 FM
- Jeresa: 91.6 FM
- Valencia: 103.2 FM

#### Extremadura
- Badajoz: 92.7 FM
- Talarrubias: 91.5 FM
- Merida: 101.8 FM
- Villanueva de la Serena: 94.9 FM

#### Galicia
- La Coruña: 95.0 FM
- Lugo: 93.3 FM
- Orense: 93.3 FM
- Ribadavia: 98.5 FM
- Rúa: 88.7 FM
- Vigo: 88.7 FM

#### Islas Baleares
- Buñola/Mallorca: 91.2 FM
- Mercadal/Menorca: 105.3 FM
- Santa Eulalia del Río/Ibiza: 90.4 FM

#### La Rioja
- Arnedo: 92.7 FM
- Haro: 106.6 FM
- Logroño: 92.9 FM

#### Navarra
- Pamplona: 99.2 FM
- Tudela: 99.1 FM

#### País Vasco
- Beasáin: 91.6 y 105.1 FM
- Bilbao: 98.4 FM

#### Región de Murcia
- Águilas: 93.0 FM
- Caravaca de la Cruz: 105.5 FM
- Murcia: 101.0 FM

### DAB
- Barcelona: 8A 195.936 MHz
- Madrid: 8A 195.936 MHz

### TDT
- Red de cobertura estatal: MPE4